# Richard Hare (4e comte de Listowel)
Richard Granville Hare (12 septembre 1866 - 16 novembre 1931) est un pair irlandais et officier de l'armée britannique. Il est titré 4e comte de Listowel.

## Biographie
Il est le fils aîné de William Hare (3e comte de Listowel) et d'Ernestine Brudenell-Bruce, fille du marquis d'Ailesbury. Il fait ses études au Collège d'Eton et à Christ Church, Oxford. Commissionné comme lieutenant dans les Grenadier Guards en 1890, il est ensuite transféré au 4e bataillon (de milice) des Royal Munster Fusiliers.
À la suite du déclenchement de la seconde guerre des Boers à la fin de 1899, il est détaché pour le service actif avec l'Imperial Yeomanry et le 3 février 1900 est nommé lieutenant de la 45th (Dublin) Company, attaché au 13e Bataillon, Imperial Yeomanry. La compagnie est partie pour l'Afrique du Sud à la mi-mars 1900.
Il sert sur le front occidental pour la Grande Guerre, où il est promu major en tant que volontaire pour le régiment du comté de Londres, avant d'être transféré de nouveau au Royal Munster Fusiliers. Ce n'est que le 5 juin 1924 qu'il hérite du titre de comte de Listowel, et baron Hare de Convamore, ainsi que baron Ennismore.

## Vie privée
Il épouse Freda Vanden-Bempde-Johnstone, fille de Francis Vanden-Bempde-Johnstone, 2e baron Derwent, et d'Ethel Strickland-Constable, et ils ont six enfants: 
- William Hare (5e comte de Listowel) (né le 28 septembre 1906, décédé le 12 mars 1997)
- Gilbert Richard Hare (né le 5 septembre 1907, décédé le 14 septembre 1966)
- John Hare (1er vicomte Blakenham) (né le 22 janvier 1911, décédé le 7 mars 1982)
- Ethel Patricia Hare (née le 29 octobre 1912, décédée le 24 octobre 2005)
- Elizabeth Cecilia Hare (née le 8 mai 1914, décédée en 1990)
- [Alan Victor Hare (né le 14 mars 1919, décédé le 10 avril 1995)